# 迈克尔·格伦达
迈克尔·格伦达（英語：Michael Grenda，1964年4月24日—），澳大利亚男子自行车运动员。他曾代表澳大利亚参加1984年夏季奥林匹克运动会自行车比赛，获得男子团体追逐赛金牌。